# Gare de Saint-Planchers
La gare de Saint-Planchers est une ancienne gare ferroviaire française de la ligne d'Argentan à Granville, située sur le territoire de la commune de Saint-Planchers, dans le département de la Manche, en région Normandie.

## Situation ferroviaire
Établie à 78 m d'altitude, la gare de Saint-Planchers est située au point kilométrique (PK) 122,839 de la ligne d'Argentan à Granville, entre les gares ouvertes de Folligny et de Granville.

## La gare aujourd'hui
Est devenue une maison privée.